# Quistinic
Quistinic è un comune francese di 1 430 abitanti situato nel dipartimento del Morbihan nella regione della Bretagna.

## Società

### Evoluzione demografica
Abitanti censiti

## Il Villaggio di Poul-Fétan

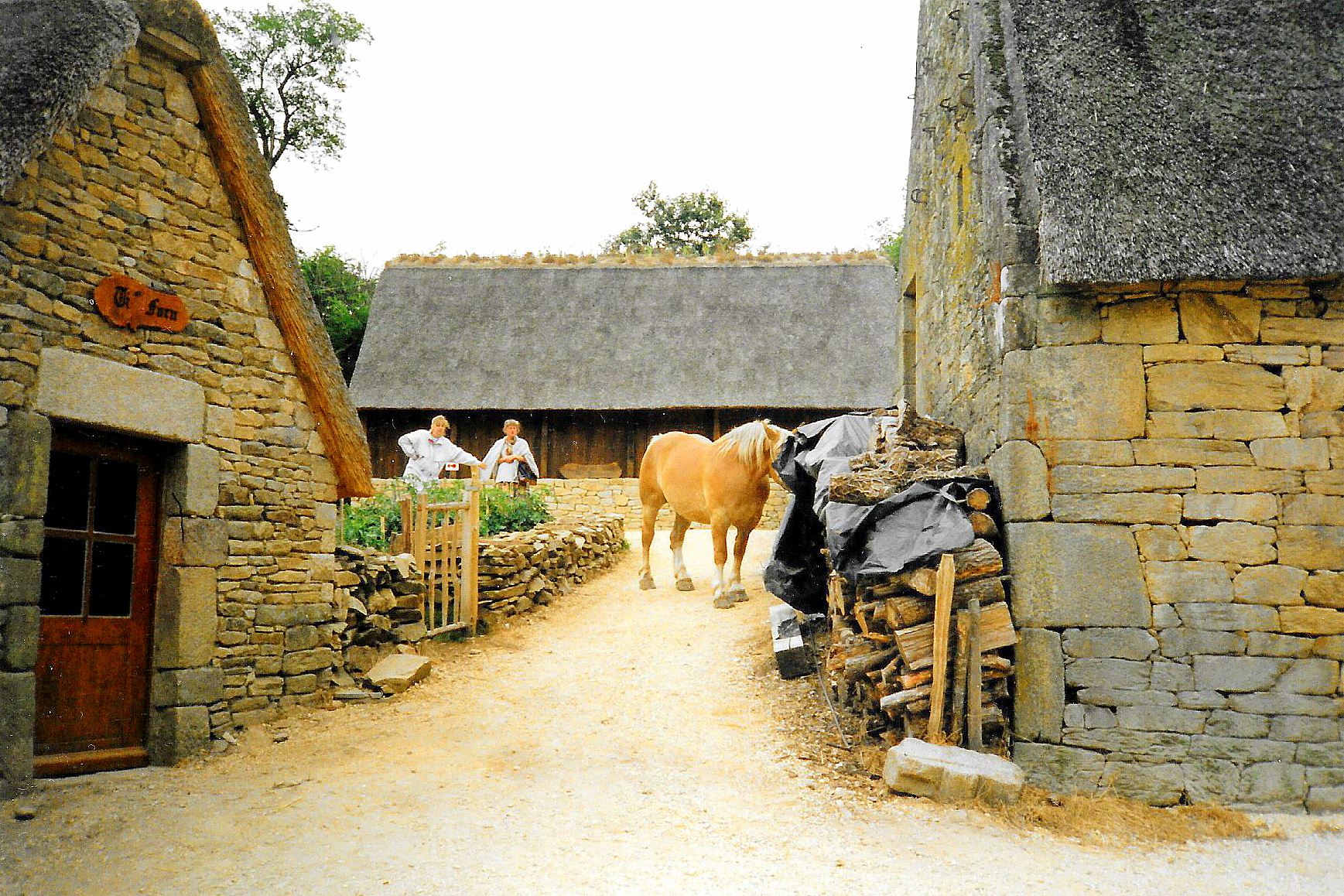
Poul-Fétan (Agosto 1994)

Poul-Fétan significa etimologicamente «lavatoio della fontana» (in francese: Lavoir de la fontaine) è un centro storico situato all'interno di Quistinic. Questa borgata del XVI secolo è stato completamente restaurata con materiali tradizionali. Le case sono coperte di paglia, scendiamo al vecchio lavatoio e ai bidoni della canapa. È possibile accedere all'interno degli edifici. I visitatori possono visitare la longère situata in una casa colonica e entrare in un interno del primo Novecento ricostituito, ma anche vedere gli artigiani al lavoro che mostrano la loro esperienza.